# 乡村

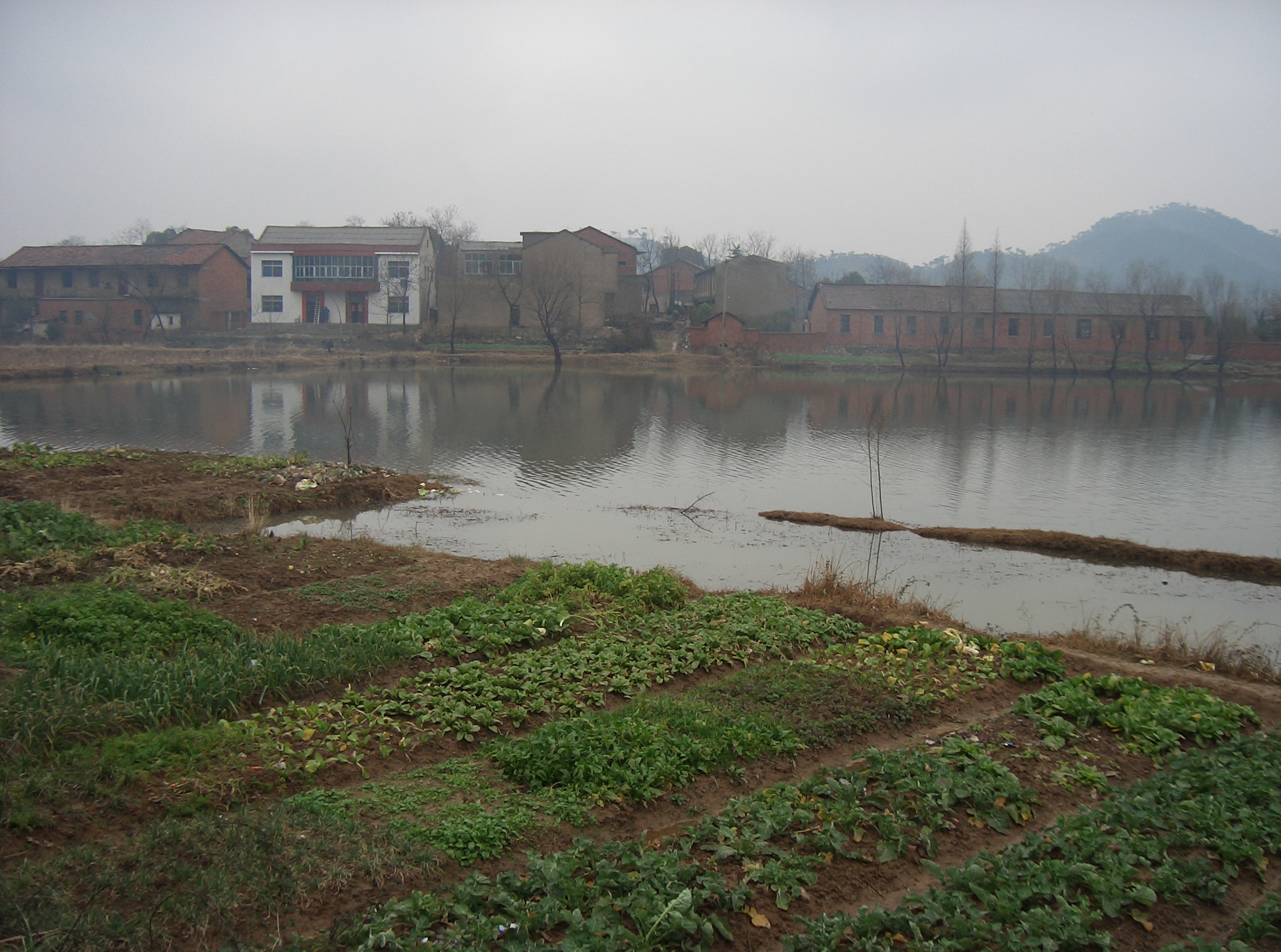
湖北的农村

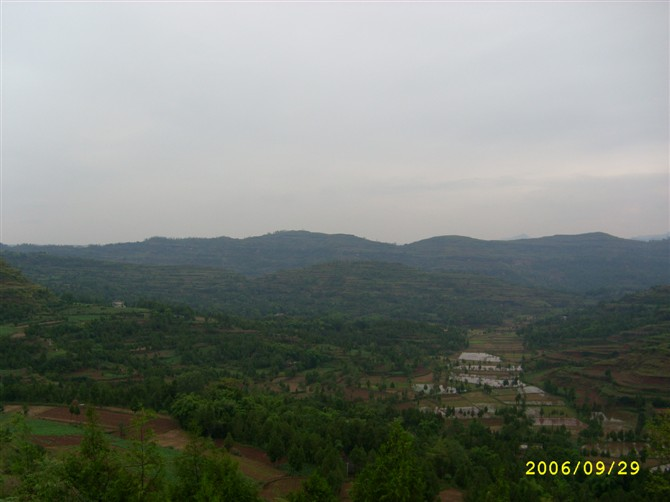
四川的农村

一般来说，乡村是位于城鎮之外的地区。开展农业、林业等生产的地区通常也被称为农村。典型的农村地区具有人口密度低和居住范围小等特点。不同国家出于统计和行政的目的对农村有着不同的定义。 现代意义上农村包括自然村落、村庄。

## 经济
在农村，经济的发展主要与农业、林业、渔业、畜牧业和资源开采等产业有关，其经济结构与城市有很大的不同，农村经济通常具有周期性变化的特点，并且很容易遭受自然环境的影响，如极端天气。
由于农村地区的经济基础通常较差，这使得农村经济发展缓慢， 经济的缓慢发展同时导致医疗、教育和农村基础设施等相比城市较差。
随着城市经济的发展，部分农村受到来自城市经济发展的影响，总体经济稳步增长，农村也在寻找与自身相符合的经济发展方式，如乡村旅游，农家乐、生态度假村等形式，但仍存在发展不平衡的现象。

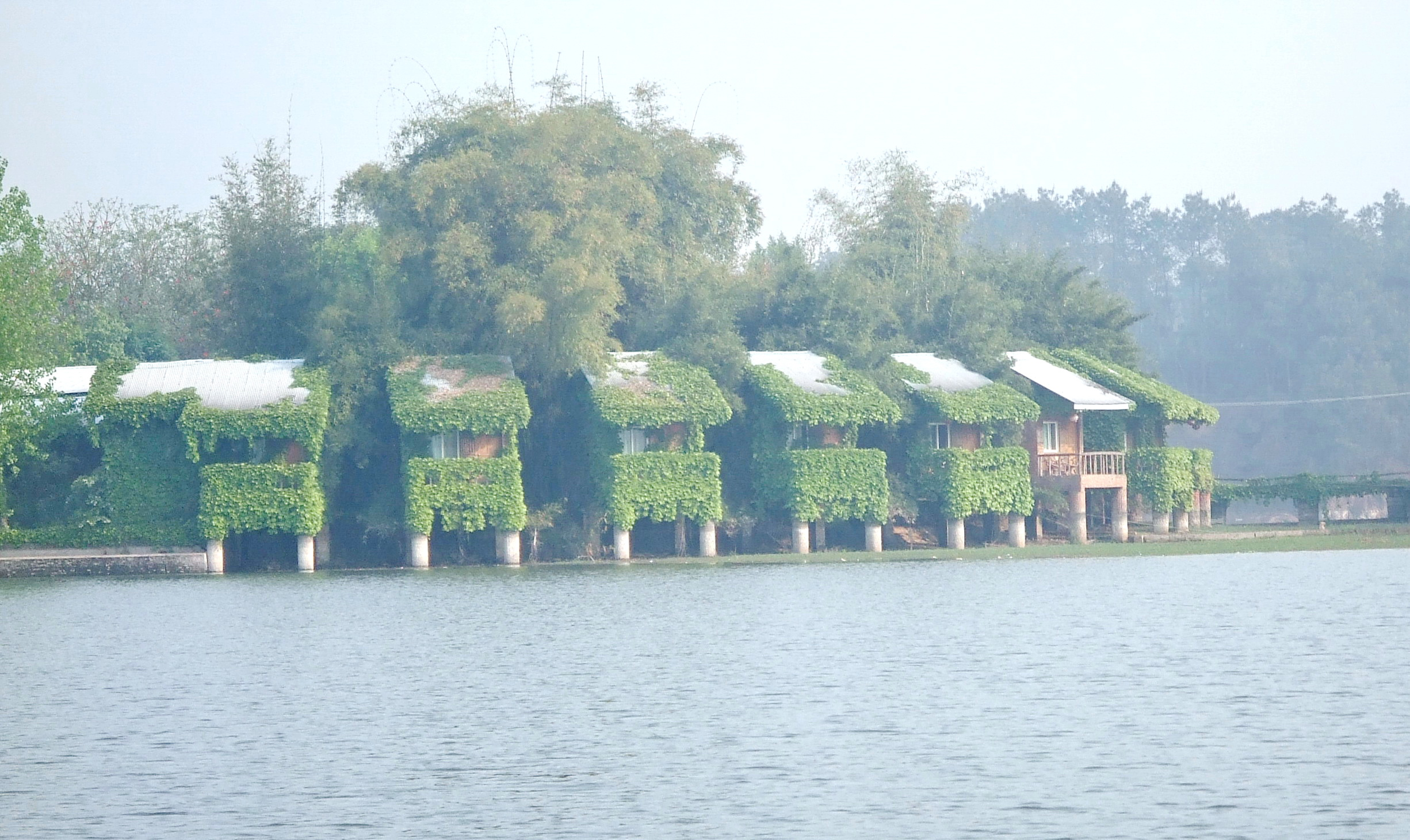
农家乐度假村